# Water Me
「Water Me」（ウォーター・ミー）は、BONNIE PINKの23枚目のシングル。2007年6月6日発売。発売元はワーナーミュージック・ジャパン。CDコードはWPCL-10408。

## 解説
- 前作より2ヶ月ぶりのシングルで、初のドラマ主題歌となった。
- 収録曲3曲すべてにタイアップが付いた。

## 収録曲
1. Water Me (3:52)
作詞・作曲:BONNIE PINK　編曲:奥野真哉(SOUL FLOWER UNION)　ストリングス・アレンジ:四家卯大
  - フジテレビ系ドラマ『わたしたちの教科書』主題歌
2. Gimme A Beat (3:27)
作詞・作曲:BONNIE PINK　編曲:Burning Chicken
  - NISSAN「MOCO」CMソング
3. MAGICAL MYSTERY TOUR (4:25)
作詞・作曲:JOHN LENNON & PAUL MCCARTNEY　編曲:Burning Chicken
  - NHK『英語でしゃべらナイト』2007年度主題歌。同年4月16日放送分にはゲスト主演した。
  - ザ・ビートルズが1967年に発表した同名曲のカバー。
4. Water Me (Instrumental)
5. Gimme A Beat (Instrumental)

## 収録アルバム
- 『Thinking Out Loud』 (#1,2)